# Округ Тиламук (Орегон)
Тиламук (енгл. Tillamook County) је округ у америчкој савезној држави Орегон.

## Демографија
По попису из 2010. године број становника је 25.250, што је 988 (4,1%) становника више него 2000. године.
| Група             | 2000.          | 2010.          |
| Белци             | 22.086 (91,0%) | 21.902 (86,7%) |
| Афроамериканци    | 54 (0,2%)      | 85 (0,3%)      |
| Азијати           | 157 (0,6%)     | 227 (0,9%)     |
| Хиспаноамериканци | 1.244 (5,1%)   | 2.284 (9,0%)   |
| Укупно            | 24.262         | 25.250         |